# Anmut
Anmut, synonym auch Grazie genannt, ist als Begriff der philosophischen Ästhetik eine Form des Schönen, die in Bewegungen zum Ausdruck kommt, beispielsweise in performativen Künsten wie etwa dem Tanz. Der Auffassung Schillers in seiner Abhandlung Ueber Anmuth und Würde von 1793 folgend, versteht man unter Anmut gemeinhin jene Schönheit, die vom Subjekt hervorgebracht wird und sich im freien Spiel willkürlicher Bewegungen zeigt. Die Erscheinung einer anmutig frei bewegten Gestalt kann damit als Ausdruck einer (schönen) Seele gelten, in der Sinnliches und Geistiges harmonieren.
Zu Anmut synonyme Bezeichnungen in anderen Sprachen sind etwa italienisch sprezzatura, leggiadria; spanisch gracia, despejo; französisch grâce, charme, désinvolture oder englisch grace.

## Geschichte

### Historische Ursprünge
In der griechischen Antike wurde Anmut sinnbildlich verkörpert in den drei Grazien, die das Stilideal der charis verkörperten – in seiner dreifachen Konnotation als χαρίεις charíeis ‚lieblich, angenehm‘, χαρίζεσθαι charízesthai ‚sich freundlich zeigen; schenken‘ und χάριν εἰδέναι chárin eidénai ‚Dank abstatten, Gunst erweisen (wörtlich: Gnade wissen)‘. Wird die Einheit dieser Triade verletzt (so z. B. durch die „undankbare“ Schönheit des Narziss), so treten ihre Gegenspielerinnen, die rächenden Erinnyen auf. Wie Empedokles’ Ausspruch „Anmut haßt den Zwang“ zeigt, ist Freiheit bereits in diesem Stadium der Begriffsgeschichte ein wesentliches Element. „Anmutig“ sind in der Antike vor allem Orte und Landschaften (vgl. locus amoenus), naive Pastoralen und Idyllen.
Im lateinischen Mittelalter hat der Begriff ein ähnliches moralisches Implikat: Die göttliche gratia ist die Einheit von Gnade und Schönheit; in der Gnade sub lege bestätigt sich sub gratia die Schönheit der Schöpfung. In der Renaissance gewinnt der Begriff neues Gewicht, etwa mit dem klassischen Kontrapost, jener Körperhaltung, die als ideale Einheit von Bewegung und Ruhe empfunden wird. Besonders hervorgehoben wird Anmut als Naturgabe (Castiglione: „Anmut kann nicht gelernt werden.“)
Hogarths Theorie der serpentine line (vgl. Figura serpentinata), wie sie seine Analysis of Beauty (1753) aufstellt, beschreibt Anmut als eine dritte Linie, die sich von der Schönheitslinie ableitet und ihr die Qualität der „grace“ hinzufügt; eine These, die die Ästhetik von Edmund Burke aufgreift. Besonders in der englischen Tradition überwiegt die Gegenüberstellung von „bloß sinnlicher“ und moralischer Anmut (Shaftesbury: „moral grace“), wobei dies illustriert wird am Kontrast zwischen der hohen Venus Urania und der „vulgären“ Venus Pandemos, der „geistigen“ und der „weltlichen“ Liebe. In der französischen Diskussion dominiert eher der mathematische Aspekt, der der Harmonie: bei François de La Rochefoucauld etwa wird die Anmut definiert als „Je ne sais quoi“ und als „eine Symmetrie, deren Regeln man nicht kennt“.

### Idealismus und Klassik
Im 18. Jahrhundert richtet sich eine vordergründig religiöse Rechtfertigungsstrategie gegen die Ästhetik des Hofzeremoniells seit dem 17. Jahrhundert, das als bewusste Machtdemonstration zunehmend in Frage steht: Eine „begnadete“ Wirkung ist weder eine legitime Machtdemonstration noch illegitime Hochstapelei, weil Gnade von Gott kommt, unbewusst erfahren wird und nicht verantwortet werden muss. Da mit dem Höfischen jedoch auch das Religiöse an Einfluss verliert, kann die begnadete Anmut zunehmend zur selbstherrlichen werden oder mit ihr zusammenfallen wie bei Kleist.
In Goethes Wilhelm Meisters Lehrjahre erfährt der Begriff der Anmut eine Politisierung. Die Opposition von Grazie und ‚Zierlichkeit' in diesem Roman steht stellvertretend für eine ‚bürgerliche‘ und eine ‚aristokratische‘ Anmut, wobei erstere vor letzterer eindeutig favorisiert wird. Wenn Goethe Anmut als den Gleichschritt von Geist und Körper definiert, greift er damit auf Gedanken der idealistischen Philosophie zurück. Johann Joachim Winckelmann hatte in Von der Gratie in den Werken der Kunst (1759) Anmut als ‚schöne Handlung' definiert, die also sowohl von ihrer Motivation als auch in ihrer Ausführung schön erscheint, wobei stets der Zusammenhang mit Würde gewahrt bleiben muss: Die Darstellung von Schmerz ist mit Anmut unverträglich. Wieland führt in Musarion oder Philosophie der Grazien eine Subjektivierung des Begriffs ein; Anmut ist notwendig individueller Ausdruck. Moses Mendelssohn betont in Über das Erhabene und Naive den freiheitlichen Aspekt stärker: Anmut äußere sich in ungezwungenen, spielende Bewegungen, die von vollkommener Kunstlosigkeit gekennzeichnet seien; sie ist mit der „Idee der Unschuld und der sittlichen Einfalt“ verbunden und ist somit sozusagen ‚schöne Gedankenlosigkeit‘. Gotthold Ephraim Lessing, von dem die Definition „Schönheit in Bewegung“ stammt, sieht die reinste Verwirklichung von Anmut nur in der Poesie, nicht etwa in der Malerei als möglich. Von Hegel stammt die Gegenüberstellung mit dem Erhabenen: Das Anmutige in der antiken Kunst ist die bewusste Aufbrechung archaischer, erhabener Starre ins Bewegte, die Humanisierung der ‚unmenschlichen' Skulptur.
Der weitestreichende Beitrag stammt schließlich von Schiller: In Über Anmut und Würde (1793) wird sie definiert als willkürliche Bewegung einer „schönen Seele“, die „sympathetisch“ zu einer expressiven Gesinnung steht. Anmut ist „Schönheit, die nicht von der Natur gegeben, sondern von dem Subjecte selbst hervorgebracht wird“ und dennoch wie ein Naturschönes wirkt; sie ist sozusagen bewusste Bewusstlosigkeit. Anmut kann bei Schiller nur der Bewegung zukommen; sie steht daher im Gegensatz zum Begriff der architektonischen Schönheit. Im Stillstand können nur Spuren früherer Bewegungen, wie etwa Gesten oder Posen, Anmut zeigen. Sie liegt in der „Freiheit der willkürlichen Bewegungen“, während die „Würde“ in der „Beherrschung der unwillkürlichen“ beruht.
Heinrich von Kleists Aufsatz Über das Marionettentheater bricht mit der aufklärerischen Tradition, die Anmut in ein lediglich kontingentes Verhältnis zur Reflexion gesetzt hatte. Vielmehr bestimmt Kleist sogar eine umgekehrte Proportionalität: Je dunkler die Reflexion, umso heller strahlt die Grazie, die dann erreicht ist, wenn die Seele (vis motrix) mit dem Schwerpunkt einer Bewegung gänzlich zusammenfällt. Die höchste Form dieser Anmut kann nur die vollkommen reflexionslose Marionette (oder Gott) erreichen. Insofern wird der von Christoph Martin Wieland geprägte Begriff der schönen Seele, den Schiller in die idealistische Ästhetik der Grazie überführt, von Kleist aus dem Erscheinungsfeld der Grazie ausgeschlossen. In Schillers Essay ist die schöne Seele durch die Harmonie von „Sinnlichkeit und Vernunft, Pflicht und Neigung“ geprägt – „und Grazie ist ihr Ausdruck in der Erscheinung.“ Bei Kleist dagegen wird diese Seelenschönheit aus dem Erscheinungsspektrum der Anmut kategorisch ausgeschlossen, im Marionettentheater ist das Ausdruckssubjekt der Grazie nicht mehr die schöne Seele, sondern eine Marionette, ein fechtender Bär und ein Gott.

### Moderne
Theorien der Anmut werden seit dem 19. Jahrhundert selten, wobei sich in der Kunst immer wieder Reminiszenzen an ihre klassischen Elemente finden; so etwa im spielerischen Wiederaufgreifen der Figura serpentinata im Jugendstil. Hier ist wohl der enge Zusammenhang des Begriffs mit dem des Naturschönen maßgeblich, der in der Moderne ebenfalls als antiquiert empfunden wird.